# Tityridae
A Tityridae (Tyrannidae) a madarak (Aves) osztályának verébalakúak (Passeriformes) rendjébe és az új kutatások szerint királygébicsfélék (Tyrannidae) családjából leválasztott nemekból alakított új család.

## Rendszerezés
Besorolásuk vitatott, egyes rendszerezők a kotingafélék (Cotingidae) családjának Tityrinae alcsaládjába sorolják, de helyezik a királygébicsfélék (Tyrannidae) közé is.
A családba az alábbi nemek tartoznak:
- Iodopleura – 3 faj
- Laniocera - 2 faj
- Laniisoma - 1 faj
- Myiobius  - 5 faj
- Onychorhynchus  – 1 faj
- Oxyruncus - 1 faj
- Pachyramphus – 17 faj
- Schiffornis – 3 faj
- Terenotriccus - 1 faj
- Tityra – 3 faj
- Xenopsaris – 1 faj